# Burghwallis
Burghwallis – wieś w Anglii, w hrabstwie ceremonialnym South Yorkshire, w dystrykcie metropolitalnym Doncaster. Leży 31 km na północny wschód od miasta Sheffield i 243 km na północ od Londynu. W 2001 miejscowość liczyła 278 mieszkańców.